# Литинские Хутора
Литинские Хутора (укр. Літинські Хутори; до 2016 года — Радянское, укр. Радянське) — село на Украине, находится в Литинском районе Винницкой области.
Код КОАТУУ — 0522486404. Население по переписи 2001 года составляет 376 человек. Почтовый индекс — 22345. Телефонный код — 4347.
Занимает площадь 0,057 км².

## Адрес местного совета
22344, Винницкая область, Литинский р-н, с. Сосны, ул. Центральная, 8